# John Clotworthy (1er vicomte Massereene)
Pour les articles homonymes, voir Clotworthy.
John Clotworthy, 1er vicomte Massereene (mort en septembre 1665) est un homme politique anglo-irlandais.

## Biographie
Il est le fils et l'héritier de Hugh Clotworthy (décédé en 1630), haut shérif d'Antrim (qui est venu pour la première fois en Irlande en tant qu'agent de l'Irish Society dans le cadre de la colonisation de Londonderry), et de son épouse Mary Langford, fille de Roger Langford de West Downe dans la paroisse de Broadwoodwidger dans le Devon. Un écusson sculpté montrant les armes de Clotworthy empalant Langford de Kilmackedret se trouve sur la façade du château d'Antrim, maintenant démoli.

## Carrière
Il est élu à la Chambre des communes irlandaise en tant que député du comté d'Antrim en 1634, et est membre du Long Parlement en Angleterre, en 1640, représentant Maldon. Il est un adversaire véhément de Thomas Wentworth, 1er comte de Strafford, et prend une part active à sa mise en accusation. Il participe aussi aux poursuites contre l'archevêque Laud. Il semble avoir ressenti une profonde haine personnelle pour Strafford et Laud, résultant peut-être de profondes différences religieuses. Il est critiqué pour sa conduite lors de l'exécution de Laud, où il s'est avancé et a harcelé ce vieil homme, qui essayait de se préparer à la mort, pour ses prétendues erreurs religieuses.
En 1646, pendant les Guerres confédérées irlandaises, il négocie sans succès avec le commandant royaliste James Butler (1er duc d'Ormonde) pour la reddition de Dublin aux forces parlementaires. En 1647, pendant la Première révolution anglaise, il est accusé d'avoir trahi la cause parlementaire, ainsi que de Détournement de fonds, à la suite de quoi il s'enfuit vers le continent, mais retourne au Parlement en juin 1648. Le 12 décembre 1648, il est arrêté et reste en prison (notamment au château de Wallingford) pendant près de trois ans. Ayant pris une part active dans la restauration de Charles II, il est employé en Irlande pour organiser les affaires des soldats et autres aventuriers qui s'étaient installés en Irlande.
Clotworthy n'a nullement atténué son ancienne animosité contre les papistes et les grands anglicans et défend la cause des presbytériens irlandais. Néanmoins, étant personnellement d'accord avec le roi Charles II, ses opinions religieuses sont négligées et, le 21 novembre 1660, il est créé baron Lough Neagh et vicomte Massereene dans la Pairie d'Irlande, avec l'héritage en faveur de son gendre, John Skeffington.

## Mariage et descendance
Il épouse Margaret Jones, fille de Roger Jones (1er vicomte Ranelagh) et sa première épouse Frances Moore, par qui il a deux filles: 
- Mary Clotworthy, épouse de John Skeffington, plus tard 2e vicomte Massereene.
- Lettice Clotworthy

Il meurt sans descendance masculine et comme prévu dans le reste spécial, son titre revient à son gendre John Skeffington (époux de sa fille Mary Clotworthy), qui devient le 2e vicomte Massereene et dont l'arrière-petit-fils, le 5e vicomte Massereene, est créé comte de Massereene en 1756. Le comté s'éteint à la mort du 4e comte sans descendance masculine en 1816, la vicomté et la baronnie de Lough Neagh descendant à sa fille Harriet Skeffington, dont le mari, Thomas Foster, adopte le nom de famille de Skeffington, et en 1824 hérite de sa mère les titres de vicomte Ferrard et de baron Oriel de Collon dans la pairie irlandaise, et de son père en 1828 celui du baron Oriel de Ferrard dans la pairie du Royaume-Uni.